# Marcel Aubour
Marcel Aubour (født 17. juni 1940 i Saint-Tropez, Frankrig) er en tidligere fransk fodboldspiller, der spillede som målmand. Han var på klubplan tilknyttet Olympique Lyon, OGC Nice, Rennes FC og Stade Reims. Med både Lyon og Rennes var han med til at vinde pokalturneringen Coupe de France.
Aubour blev desuden noteret for 20 kampe for Frankrigs landshold. Han deltog ved VM i 1966 i England.

## Titler
Coupe de France
- 1964 med Olympique Lyon
- 1971 med Rennes FC